# 贝克山滑雪场
贝克山滑雪场（英語：Mt. Baker Ski Area）是一个位于美国西北华盛顿州霍特科姆县的滑雪场。滑雪场距离美国与加拿大的边境只有16千米左右。虽然被称作贝克山滑雪场，但该雪场实际上距离萨克森山比贝克山更近。贝壳山滑雪场曾在1998-99年雪季获得世界最大单季降雪量29米的记录。
48°51′30″N 121°40′37″W / 48.8583°N 121.677°W